# ندى سيد كامل
ندى سيد كامل، إعلامية سودانية، ابنة المحامي المشهور سيد كامل (المتوفى في 5 يونيو 2015) وشقيقها هو المذيع عمر الفاروق سيد كامل الذي كان مذيعا بقناة النيل الأزرق قبل أن يسافر إلى الولايات المتحدة الأمريكية. هي من مواليد شندي، تربت وترعرعت ما بين شندي وبحري الختمية (حي السوق)، وكل مراحلها الدراسية كانت في الخرطوم، ودرست في كلية الإعلام جامعة الخرطوم. أمضت طفولتها في بحري أين كانت تقرأ مع الأقباط وتزور معهم الكنيسة وقتها وتقرأ وتحفظ الترانيم لأن المدرسة كانت تحسبها من الأقباط.

## عملها في المجال الاعلامي
بدأت في الدورات المدرسية، ثم درست الإعلام بجامعة الخرطوم، وبعد ذلك انضمت للتلفزيون القومي عن طريق السر السيد مدير الدراما في التلفزيون القومي، وقد عرض عليها العمل في التلفزيون ووافقت ومازالت مستمرة في عملها بالتلفزيون. أطلت المذيعة ندى سيد كامل على المشاهدين في العديد من برامج تلفزيون السودان وكانت إطلالتها الأولى عبر برنامج "نحن معكم" في العام 2000، مع المذيع ناجي حسن والمخرج كردش، ومن ثم تنقلت في برامج المنوعات من بينها:
- برنامج "مراسي الشوق" (من برنامج التي ارتبطت بالمغتربين ونقل نشاطاتهم الثقافية ونقل تواصلهم مع أهلهم بالسودان).
- برنامج "صباحك يا بلد"

- برنامج «اسمار» (تعتبره ندى أجمل برنامج قدمتهوكان هذا في تلفزيون ولاية الجزيرة).
- برنامج "مساء النور"
- برنامج "شاشة خمسين"و حاليا تقدم برنامج "بيتنا"، و"هناالسودان" ومؤخرا برنامج «صباح الخير». وعملت مع العديد من المخرجين أمثال المخرج شكر الله خلف الله، كردش وغيرهم. تميل ندى لتقديم برامج المنوعات وتحديدا البرامج التي تتطرق لقضايا المرأة والمجتمع باعتبارها من أهم القضايا التي تشغل المواطن والمساهمة في حل قضايا لصيقة بنا، مؤكدة أن المذيع المتكامل ينجح في أي قالب برامجي يوضع فيه وبمجرد التحاقه بأي نوع من البرامج التي تتطلب الاطلاع والإلمام أو الاهتمام بالقضايا الاجتماعية والأسرية أو البرامج الوثائقية وتنقله من برنامج لآخر كلها أدوار ليثبت المذيع من خلالها جدارته وخبرته، وعن طموحتها أكدت ندى أنها تتمنى يوما ما تقديم برنامج «كلام نواعم» في قناة «إم بي سي 1»

## زواجها
ارتبطت بالإعلامي ياسر المنا بالصدفة حيث تصادف زيارته إلى مباني التلفزيون القومي وكان له أصدقاء عمل وزملاء منهم الأستاذة المذيعة المقيمة في أمريكا إحسان عبد المتعال ووجدت فيه مميزات الرجل السوداني المتدين والشهم والبسيط وحصلت بعد ذلك القسمة والنصيب وأثمر زواجهما عن ثلاثة أبناء محمد منذر، تبارك ويزن.

## بعض مواقفها
- أكدت المذيعة ندى سيد كامل عام 2011 أن الإخوة الجنوبيين لا يعون بمخاطر الانفصال، والكارثة تكمن في أن الجنوبيين لديهم مشاكل أهلية وقبلية وكل شخص يريد أن يكون هو السيد واستطردت قائلة «إن الأمر أكبر من أنه انفصال، ونتمنى أن لا يحدث الانفصال وتحدث الوحدة ومعها إعمار للجنوب».
- لا ترى ندى سيد كامل مشكلة في ممارسة المرأة رياضة كرة القدم. لكنها تشدد على ضرورة أن يتناسب الزي مع المجتمع السوداني المحافظ، على أن يغطي 80 في المائة من جسد المرأة.